# Torre Saint-Jacques
A Torre Saint-Jacques em abril de 2015.
A torre Saint-Jacques (em francês:  Tour Saint-Jacques) é uma torre isolada, erigida no meio da primeira praça parisiense, que porta seu nome, no 4º arrondissement de Paris.

## História

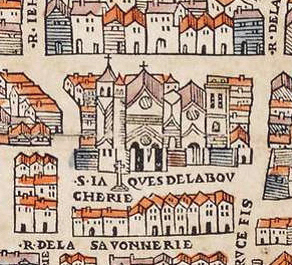
A Igreja de Saint-Jacques-de-la-Boucherie no mapa de Truschet e Hoyau (1550).

A torre Saint-Jacques, um campanário de estilo arquitetónico gótico flamejante, representa o único vestígio da igreja de Saint-Jacques-de-la-Boucherie, dedicada à Santiago Maior.
O santuário possuía uma relíquia de São Tiago e foi considerado um local de peregrinação. 
Como o Guia do Peregrino não menciona a cidade, a obra Chronique de Turpin afirma que a igreja foi fundada por Carlos Magno, que levou à sua inclusão no Património Mundial da UNESCO aos Caminhos de Santiago de Compostela em França em 1998, com outros 70 edifícios ou locais da França. Essa crónica que constitui um dos livros do Códice Calixtino foi considerada autêntica até o final do século XVIII. Mas a lenda da construção por Carlos Magno foi mantida. É o único vínculo da torre com Compostela, de acordo com estudos históricos realizados. Entretanto, um vínculo foi criado pela Espanha em 1965 como um presente à cidade de Paris com uma placa que tornou a torre um ponto de partida histórico para os peregrinos de Compostela.
A Torre do Sino foi construída entre 1509 e 1523 por Jean de Felin, Julien Ménart e Jean de Revier. Com 54 metros até a balaustrada. Em 1523, Rault, « escultor de imagens » recebeu 20 libras « por ter os três animais (três dos quatro símbolos dos evangelistas) e o São Tiago sobre a torre e campanário ». Esta estátua colossal tinha cerca de 10 metros. A igreja foi destruída em 1793, a torre não foi demolida porque Blaise Pascal havia renovado seus experimentos sobre a gravidade de Puy-de-Dôme.
Em 1824, um industrial comprou a torre para instalar uma fundição de balas de chumbo, onde a transformou numa torre de artilharia.. Em 1836, após dois incêndios, a torre foi comprada pela cidade de Paris. Em 1850, o Monitor relatou que instalaria em cima da torre, um farol que seria iluminado por luz elétrica para iluminar toda a vizinhança. Em 1852, durante o trabalho realizado na perfuração da rue de Rivoli, foi decidido fazer a restauração do campanário de Nicolas Flamel. O trabalho colossal foi ordenado pelo arquiteto Victor Baltard e dirigido por Théodore Vacquer e o engenheiro Roussel. A torre foi totalmente restaurada por fundações, as partes inferiores foram inteiramente refeitas, com mais de vinte estátuas. Entre 1854-1858 a restauração foi confiada ao arquiteto Théodore Ballu.

## Galeria

A torre Saint-Jacques no século XIX
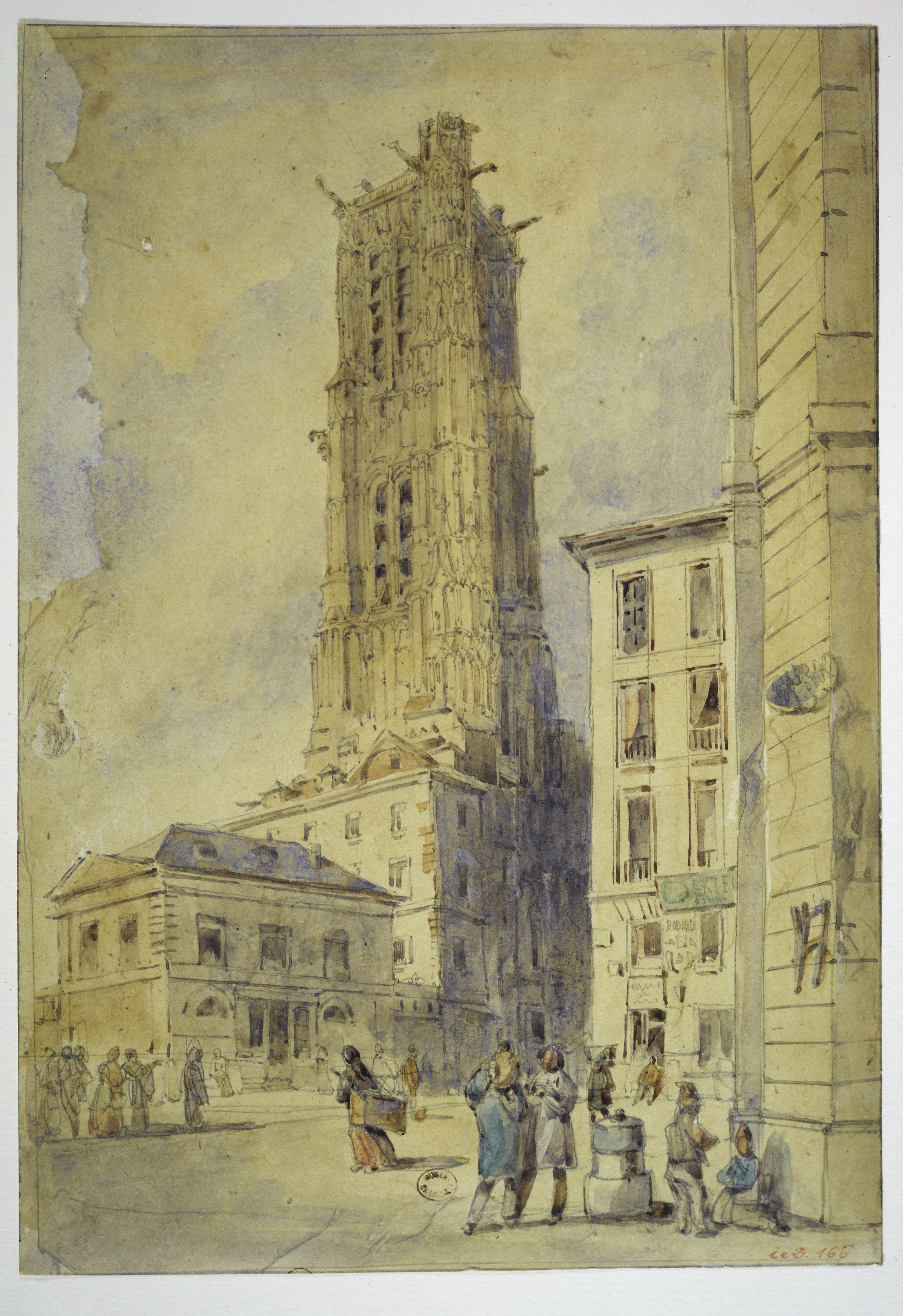
A torre Saint-Jacques por Thomas Shotter Boys, início do século XIX.
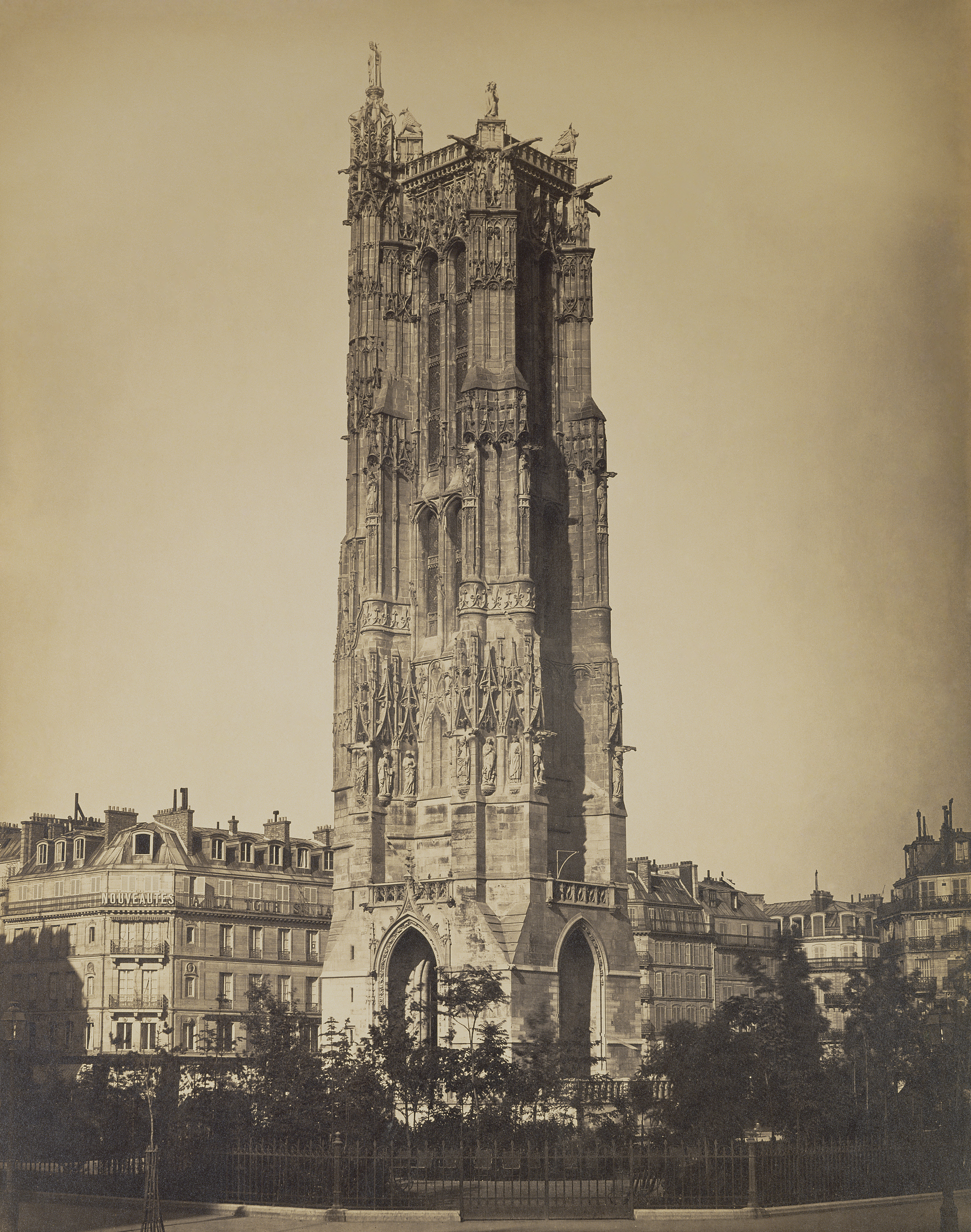
A torre Saint-Jacques em 1859 (cliché de Gustave Le Gray).
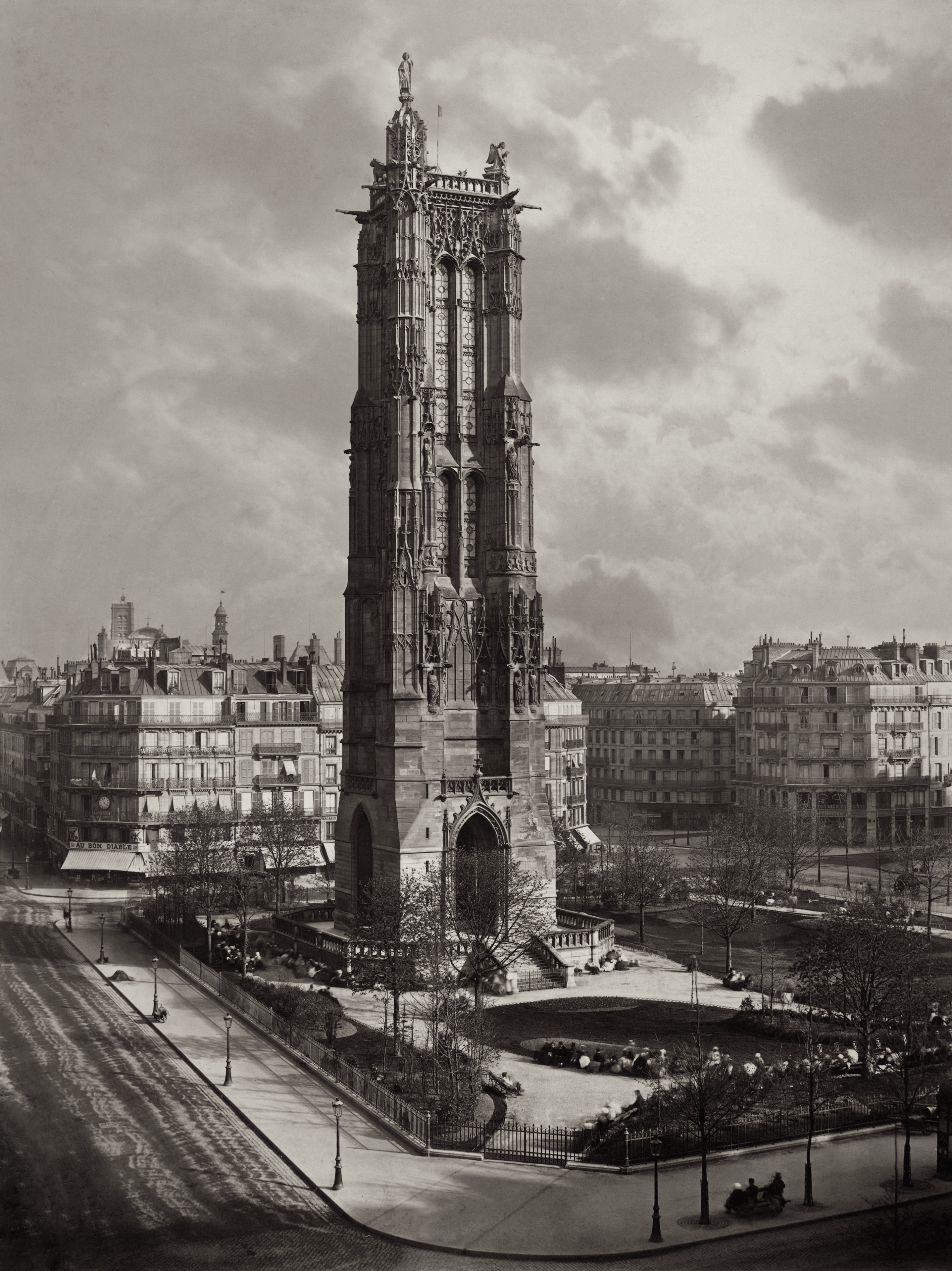
A torre Saint-Jacques por Charles Soulier, cerca de 1867. (MoMA)

Obras de 2006-2009
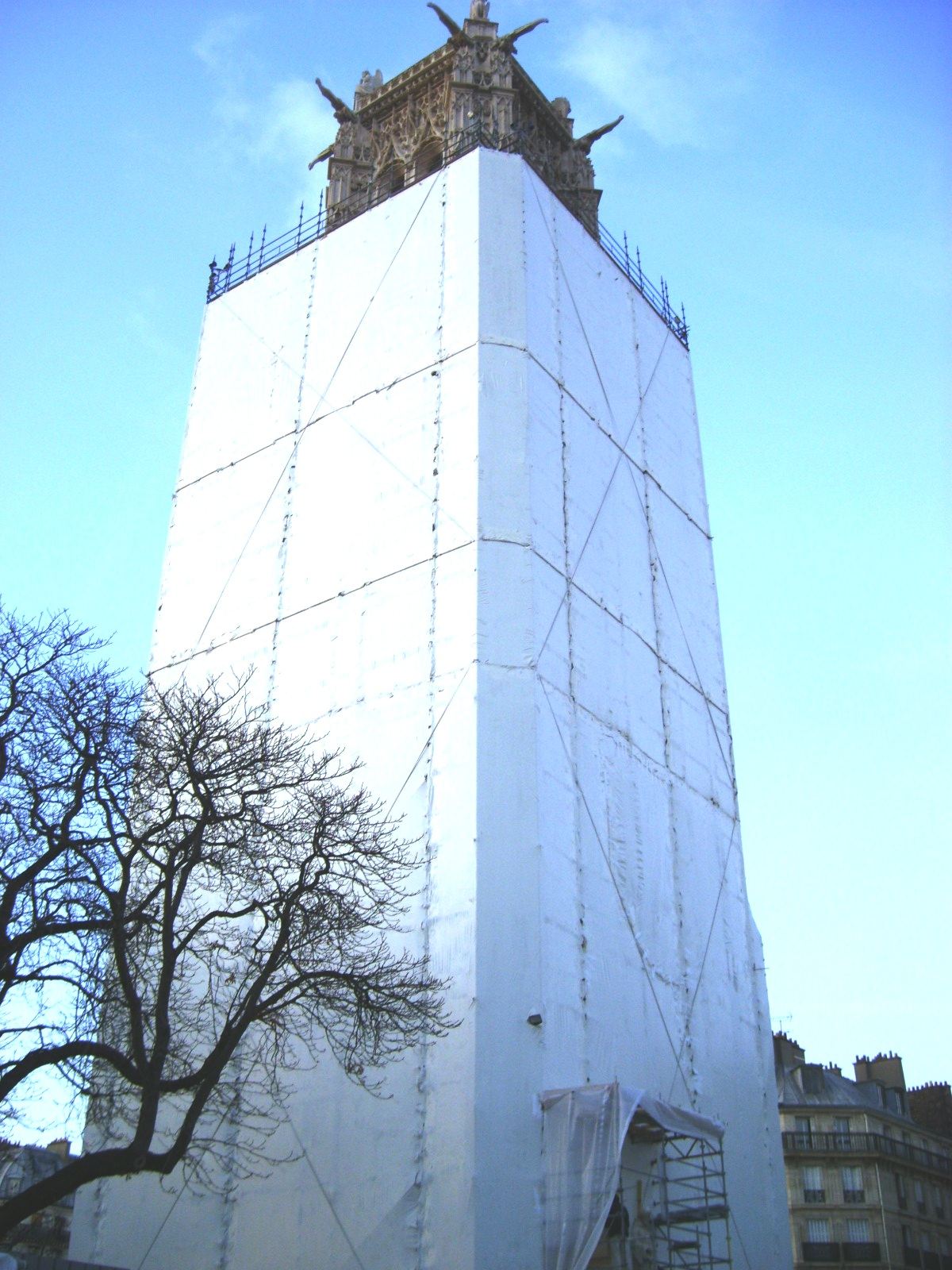
Trabalho de restauração em 2007: segunda parte.
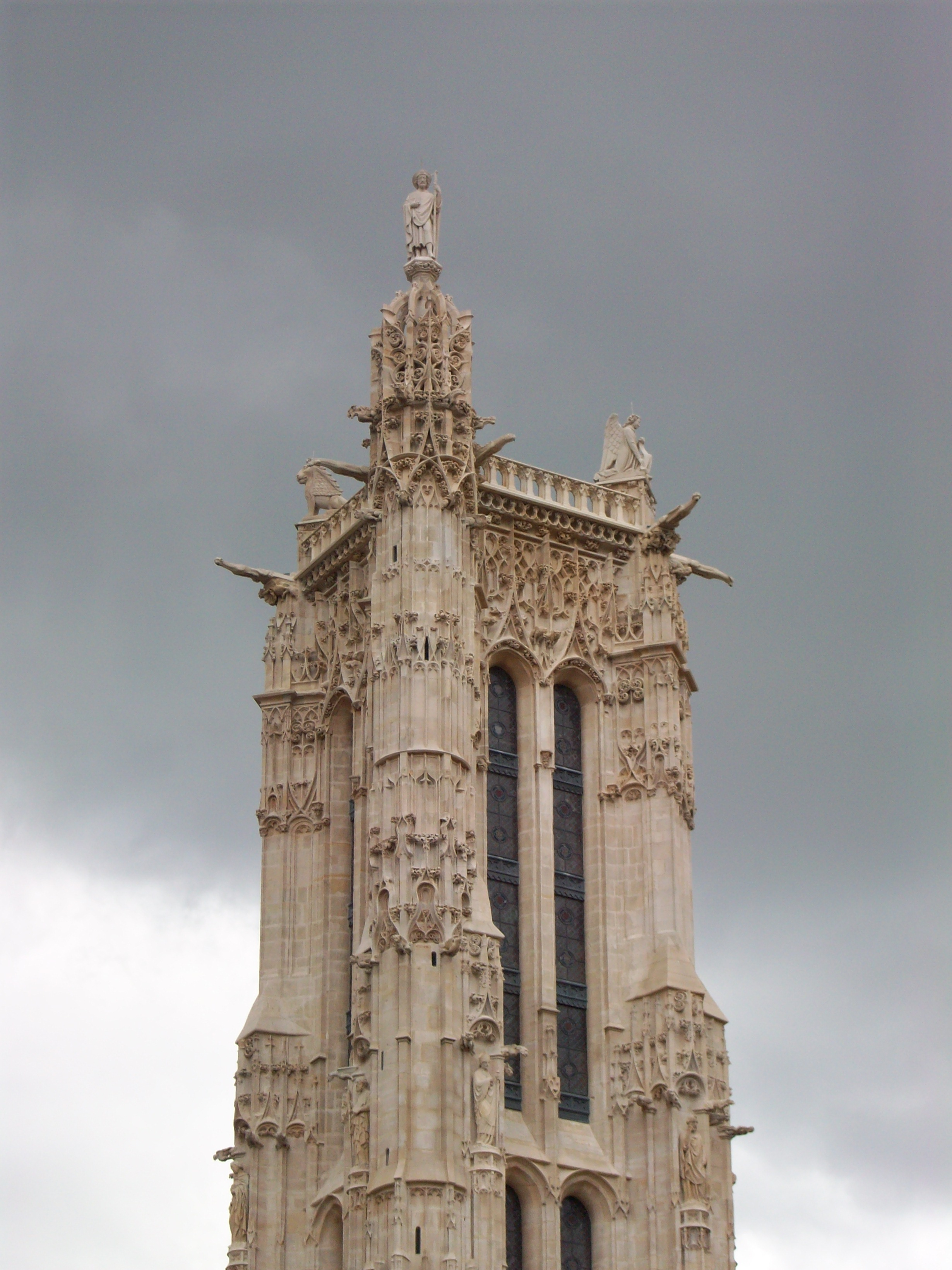
Após a restauração, em abril de 2008.
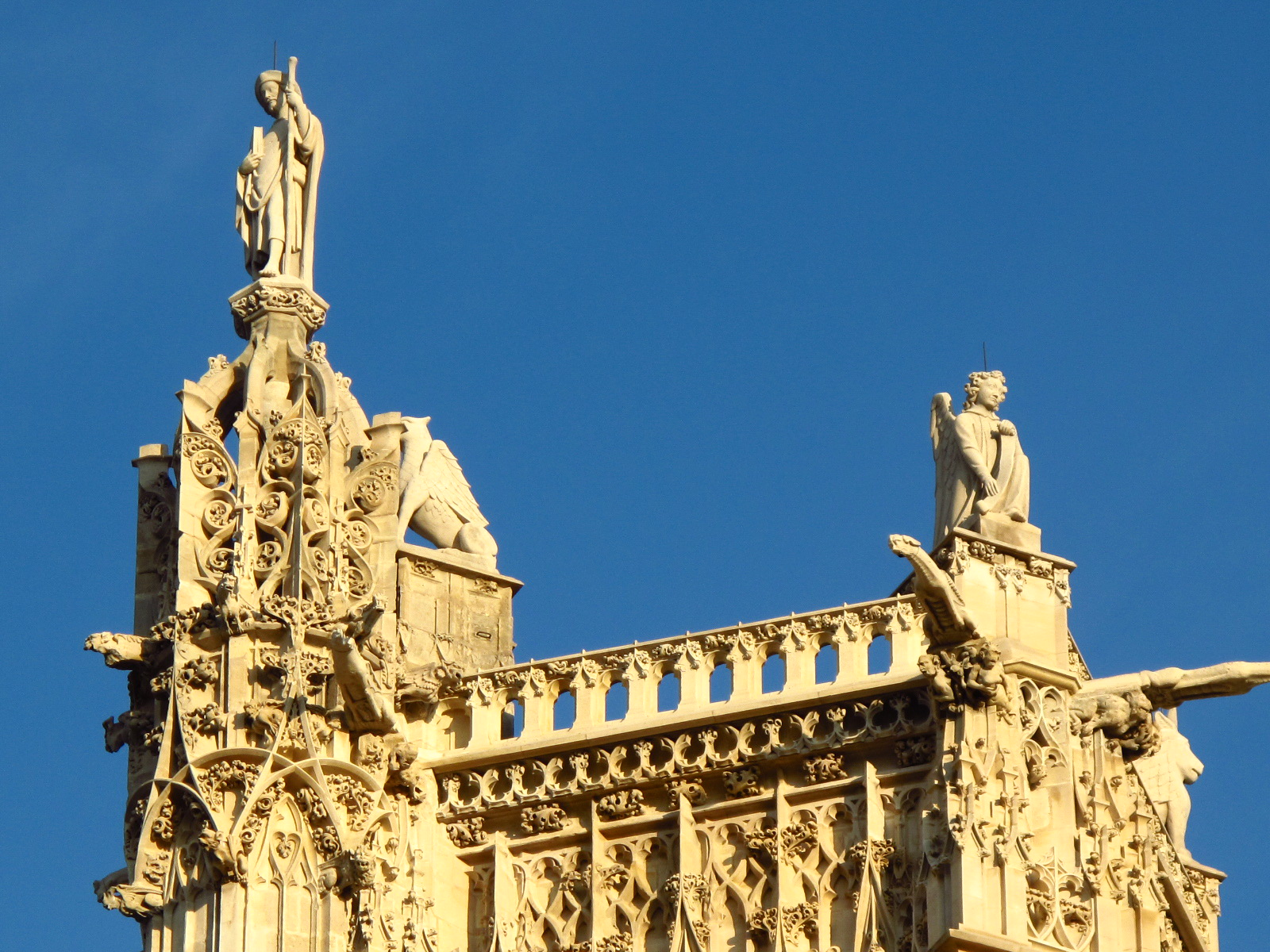
Após a restauração, em abril de 2008. Detalhes.

Diversos pontos de vista
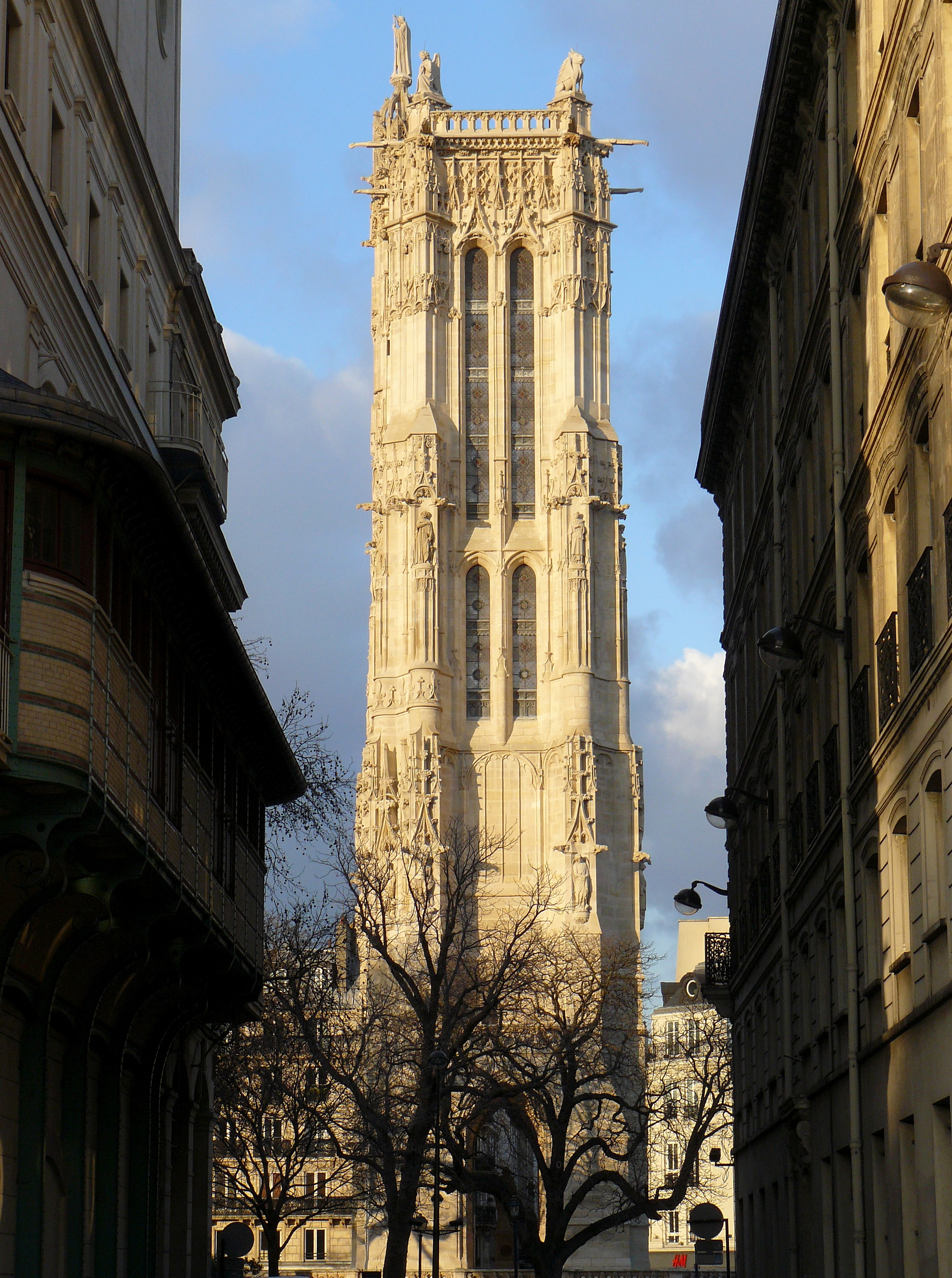
A torre, vista de quai de Gesvres.
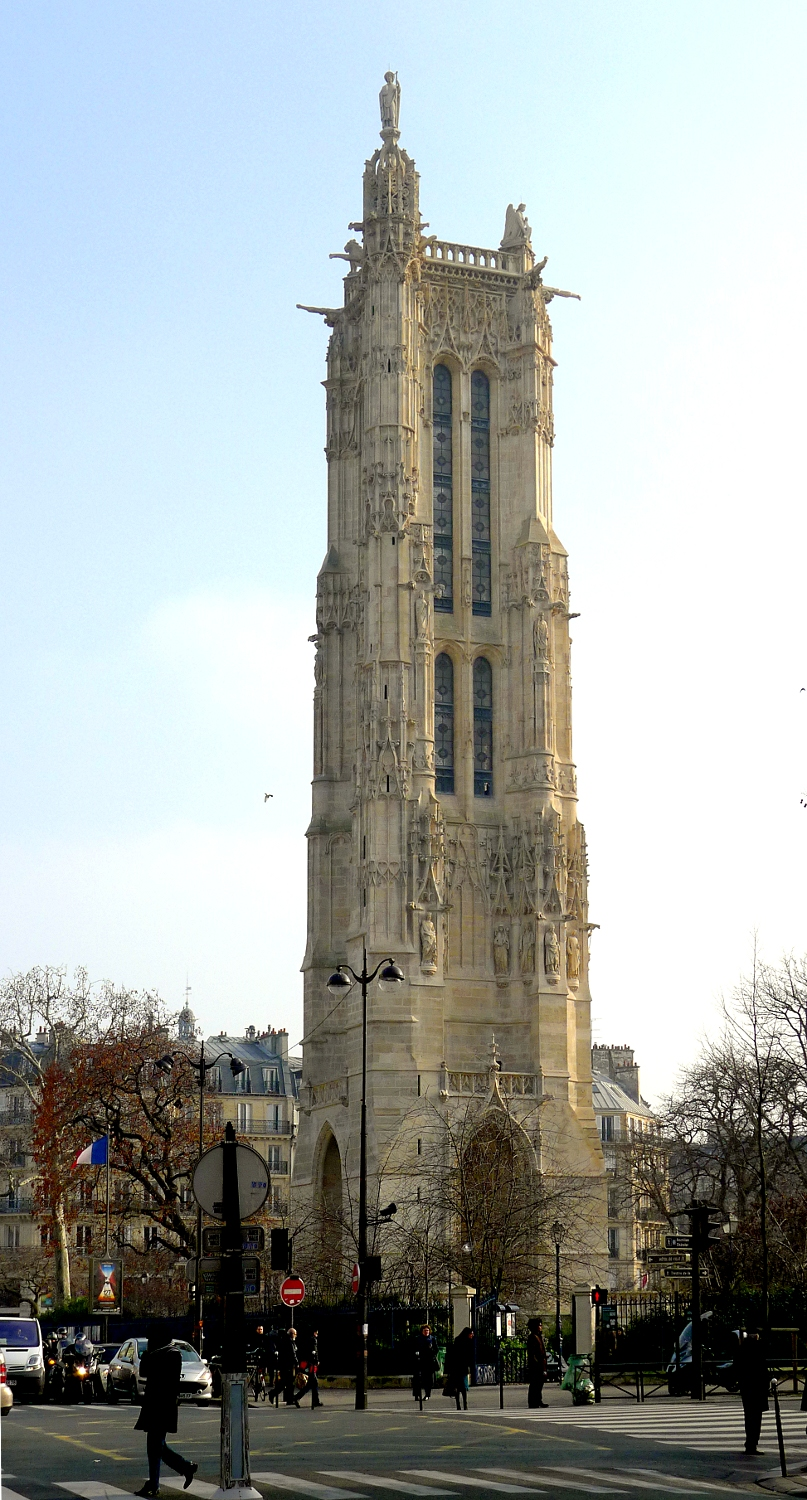
Vista da rue de Rivoli.
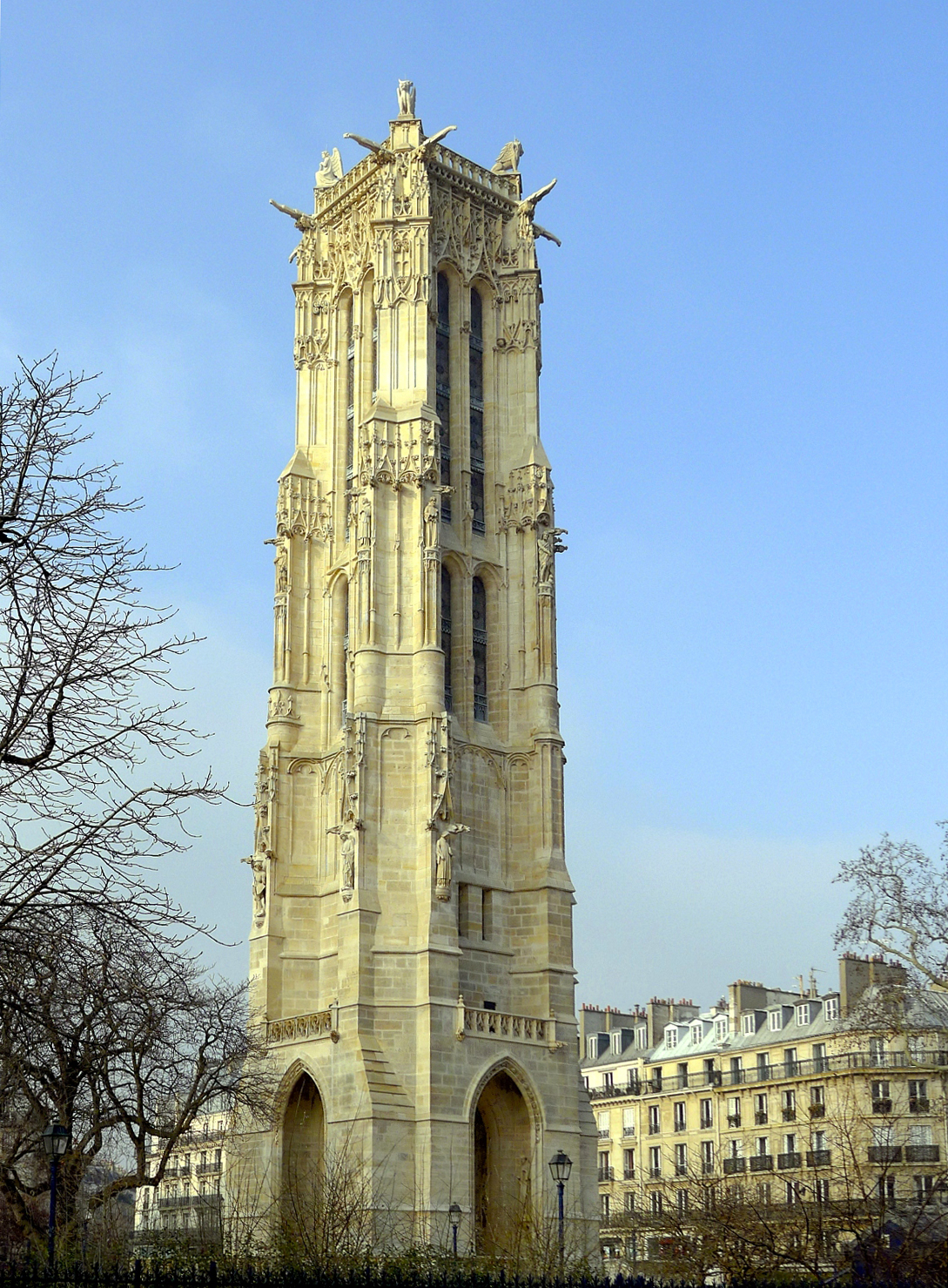
Vista da praça, ao lado da rue du Temple.
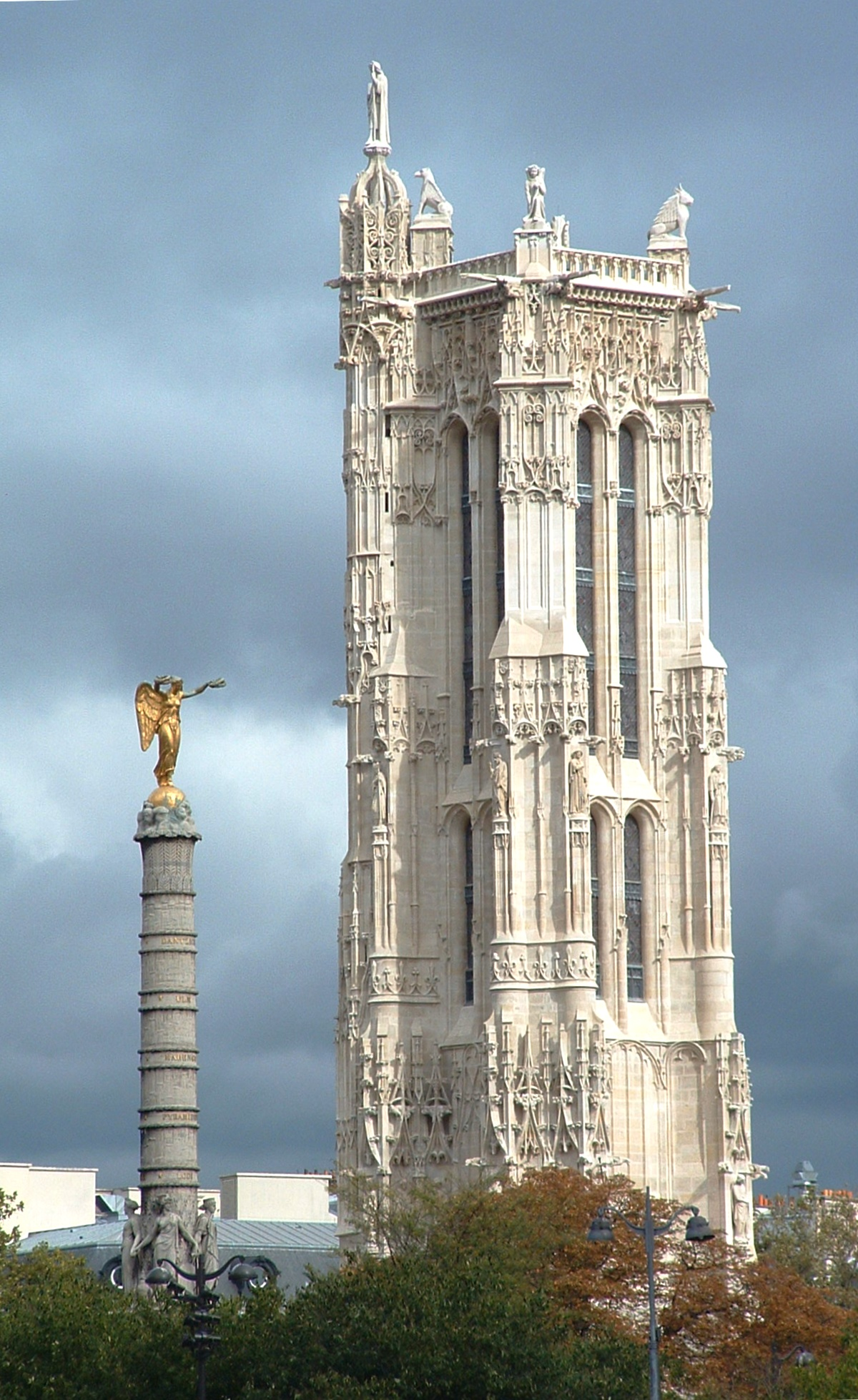
Vista do Conciergerie, à coluna esquerda da fonte de Palmier de 1808 no place du Châtelet.

Vista do topo
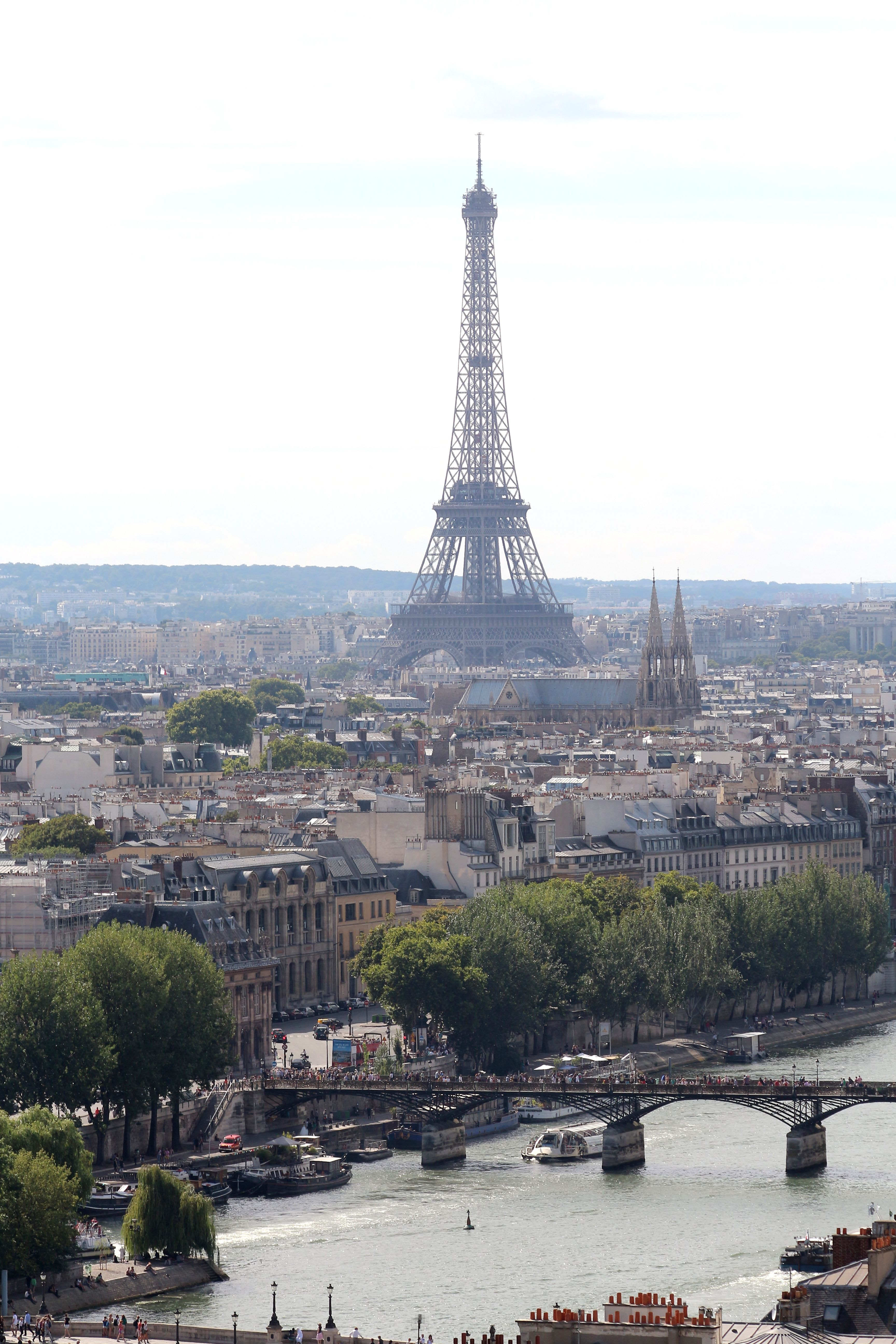
A Torre Eiffel e a Pont des Arts.
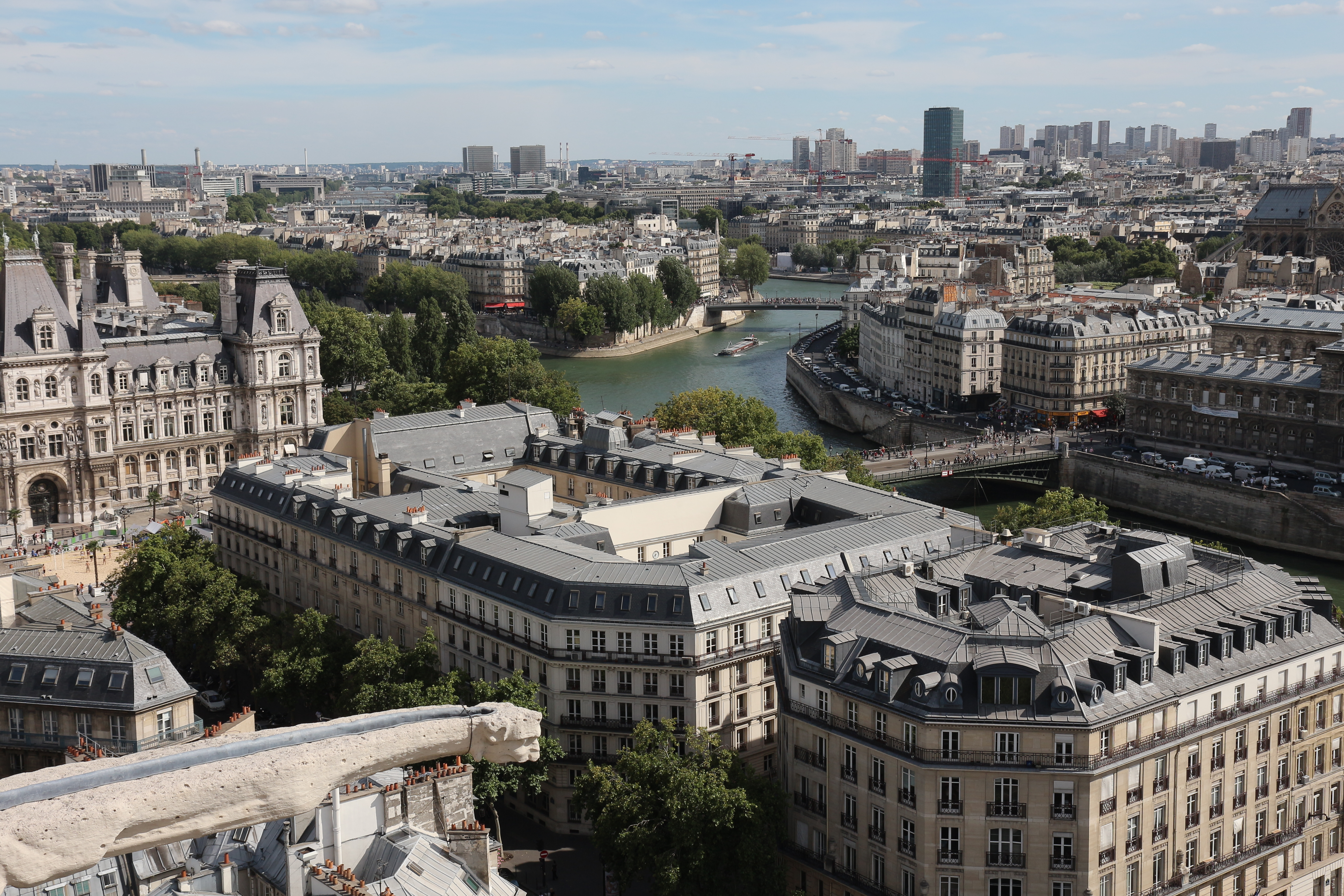
O Hôtel de Ville e a Île Saint-Louis.
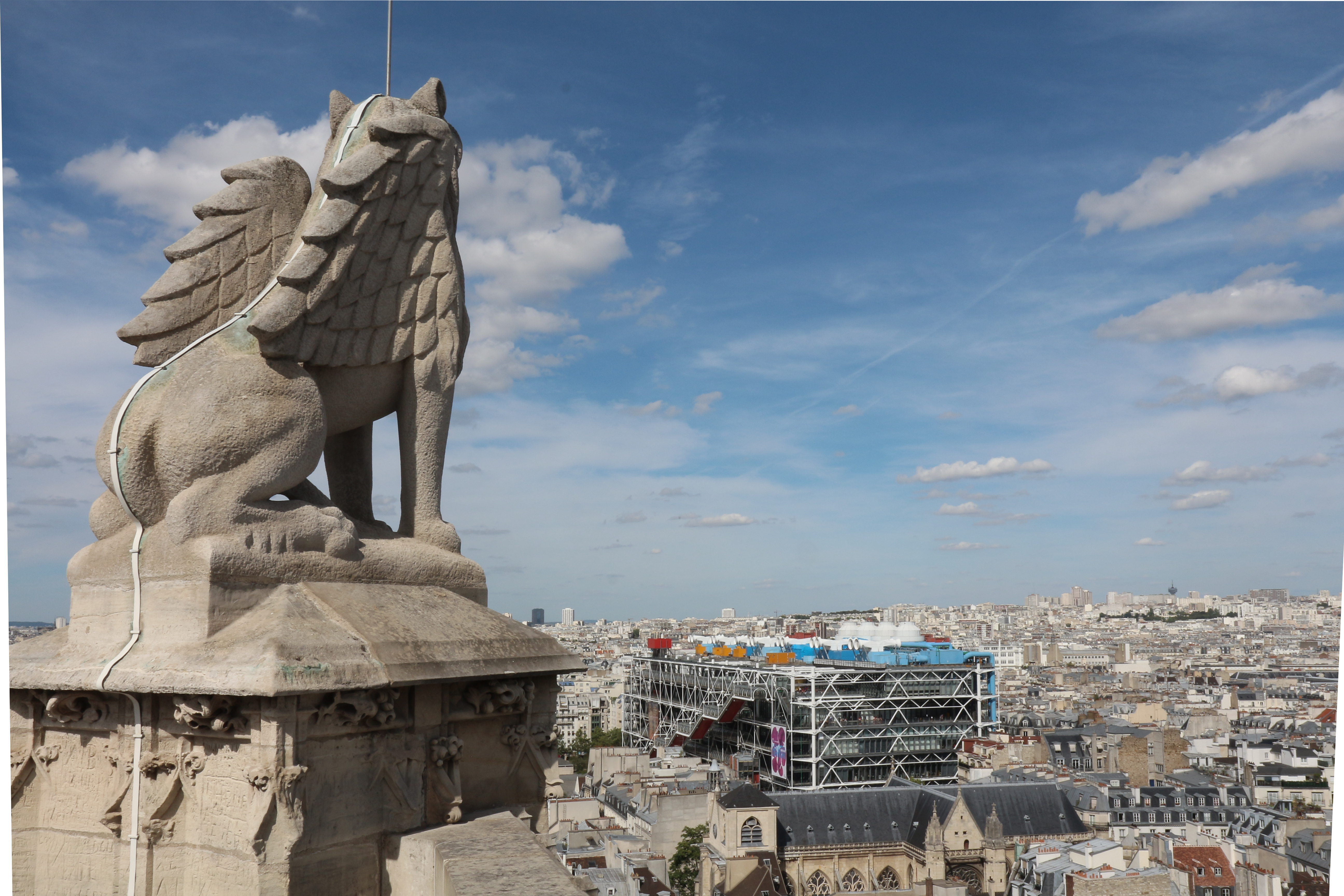
O Centro Georges Pompidou e a Igreja Saint-Merri.
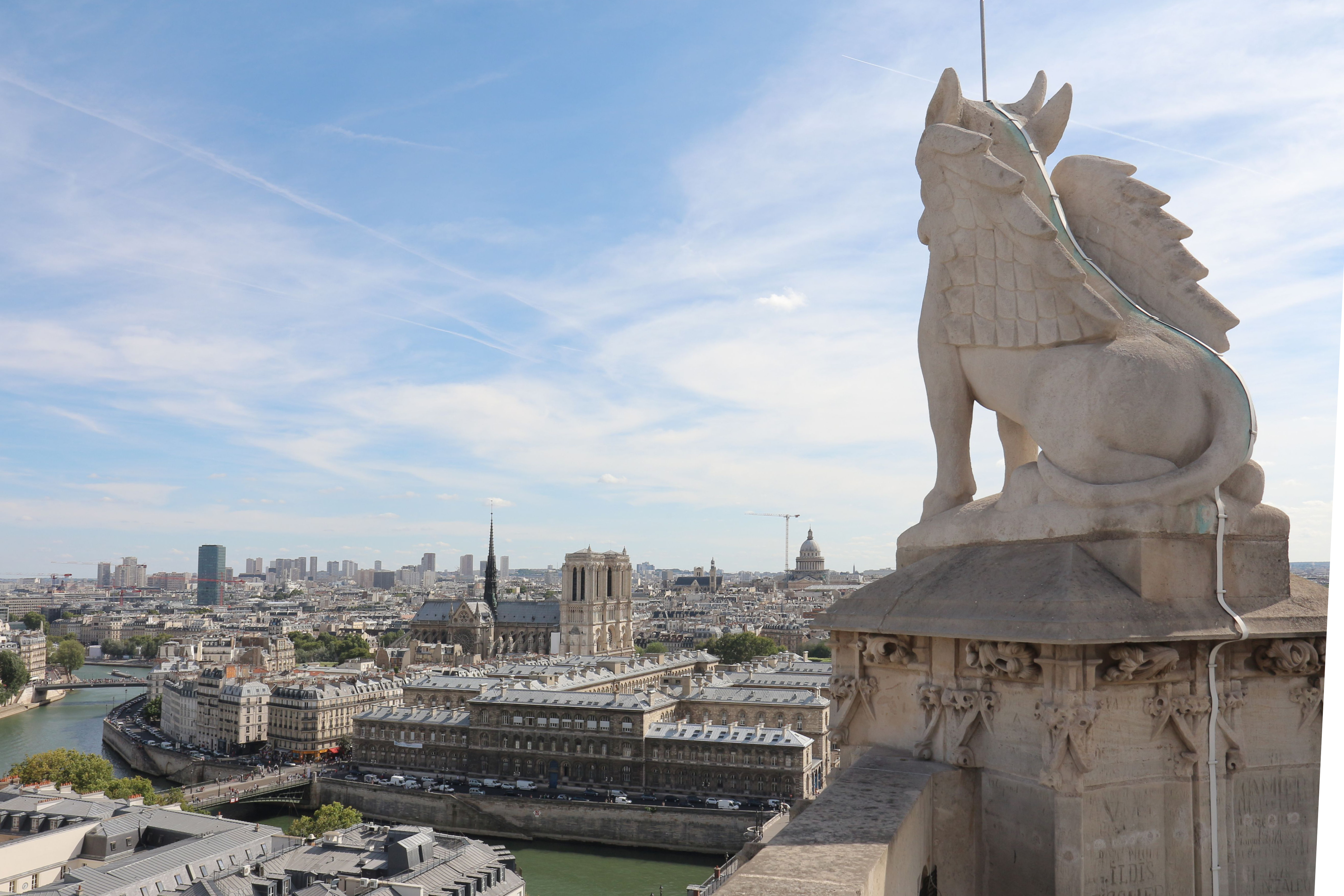
A Catedral de Notre-Dame e a Île de la Cité.

Detalhes
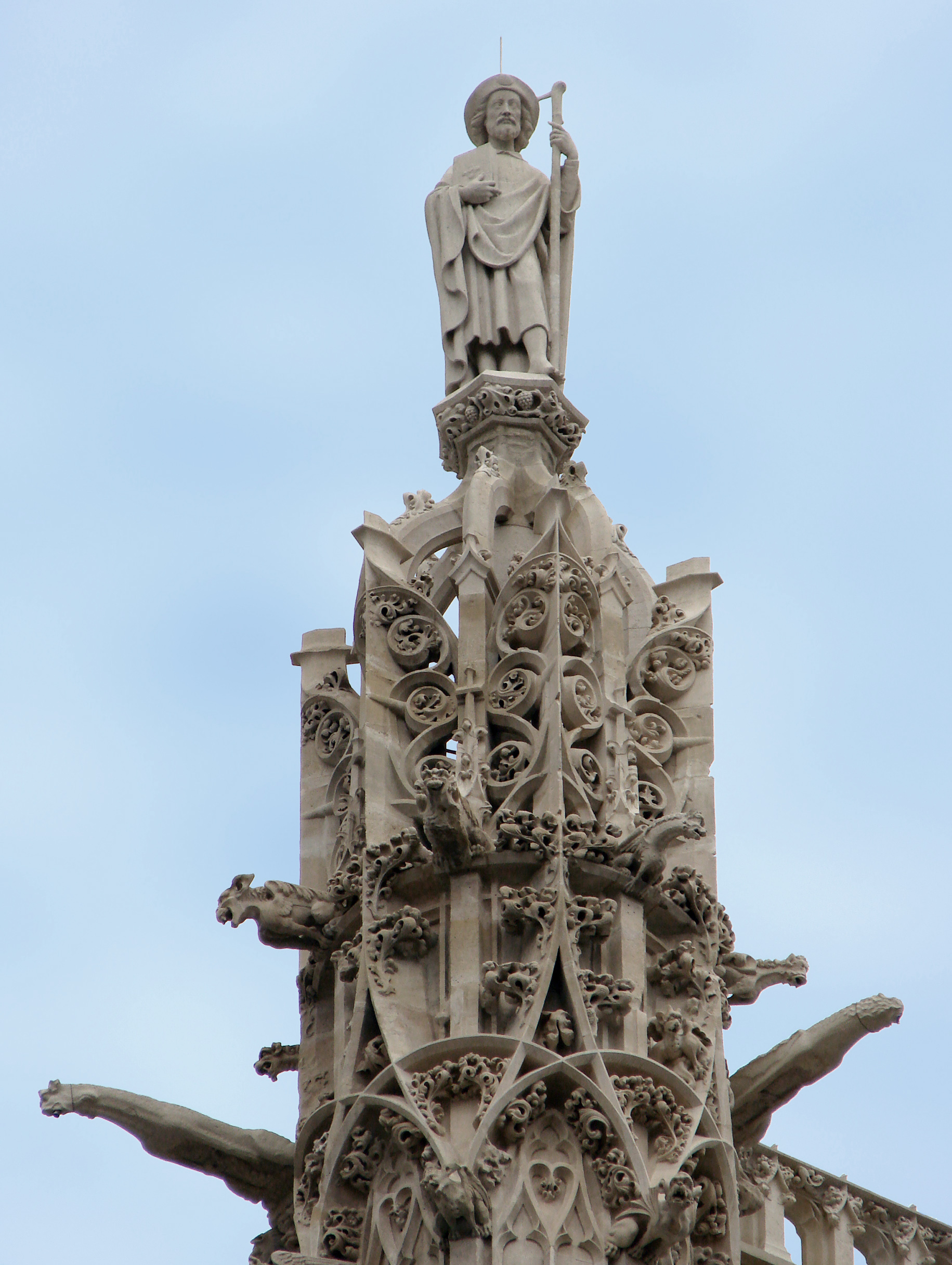
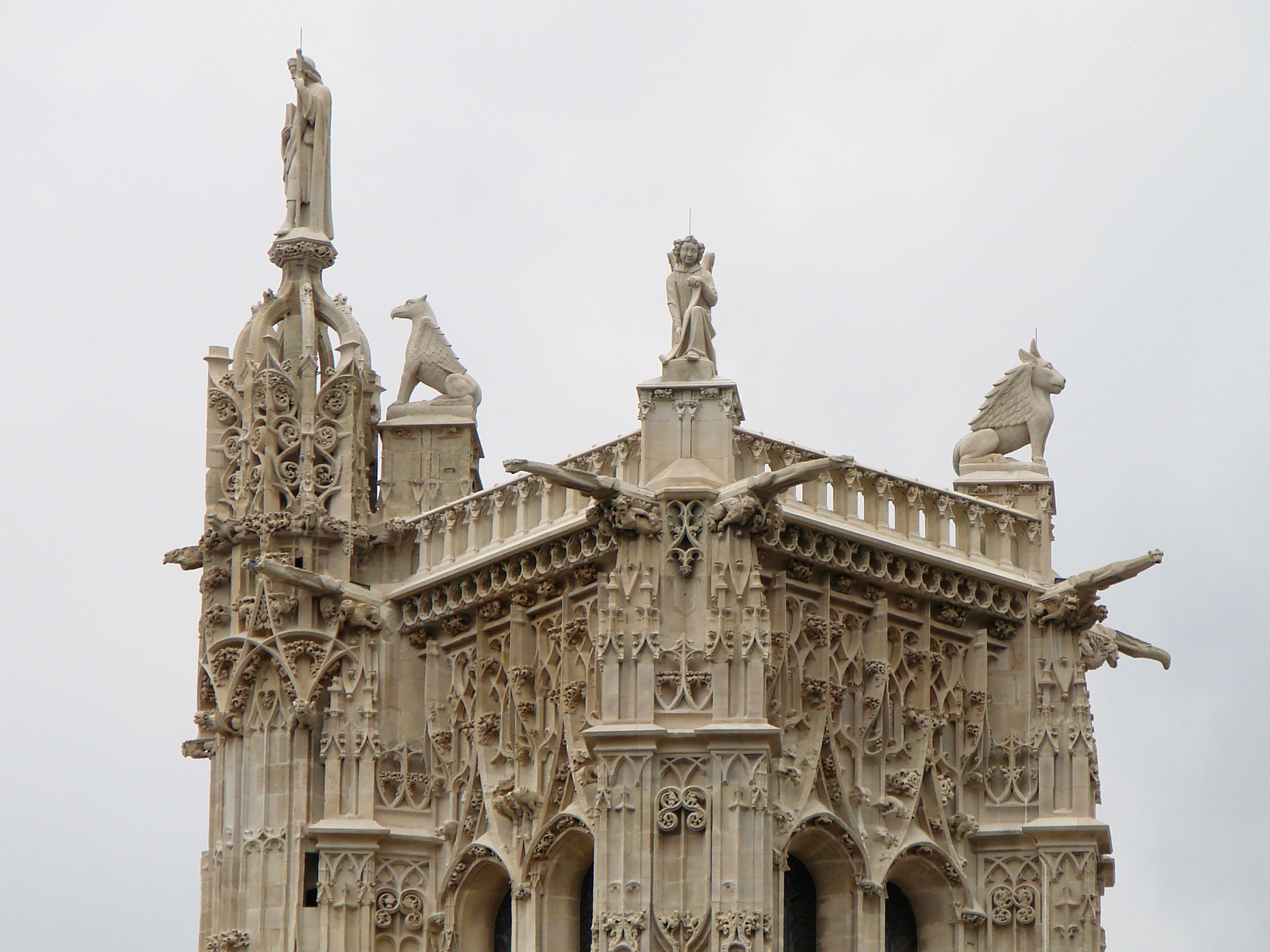
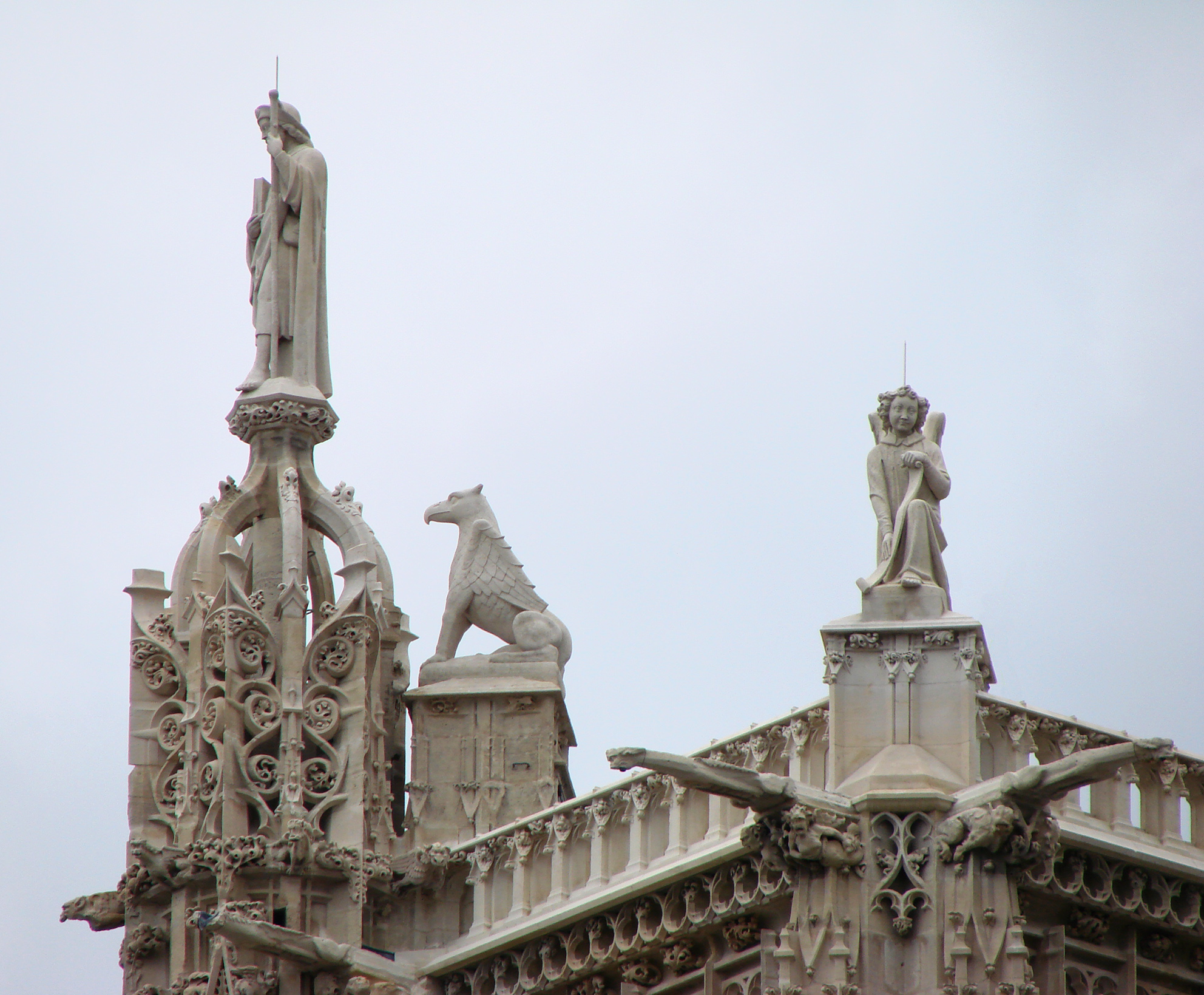
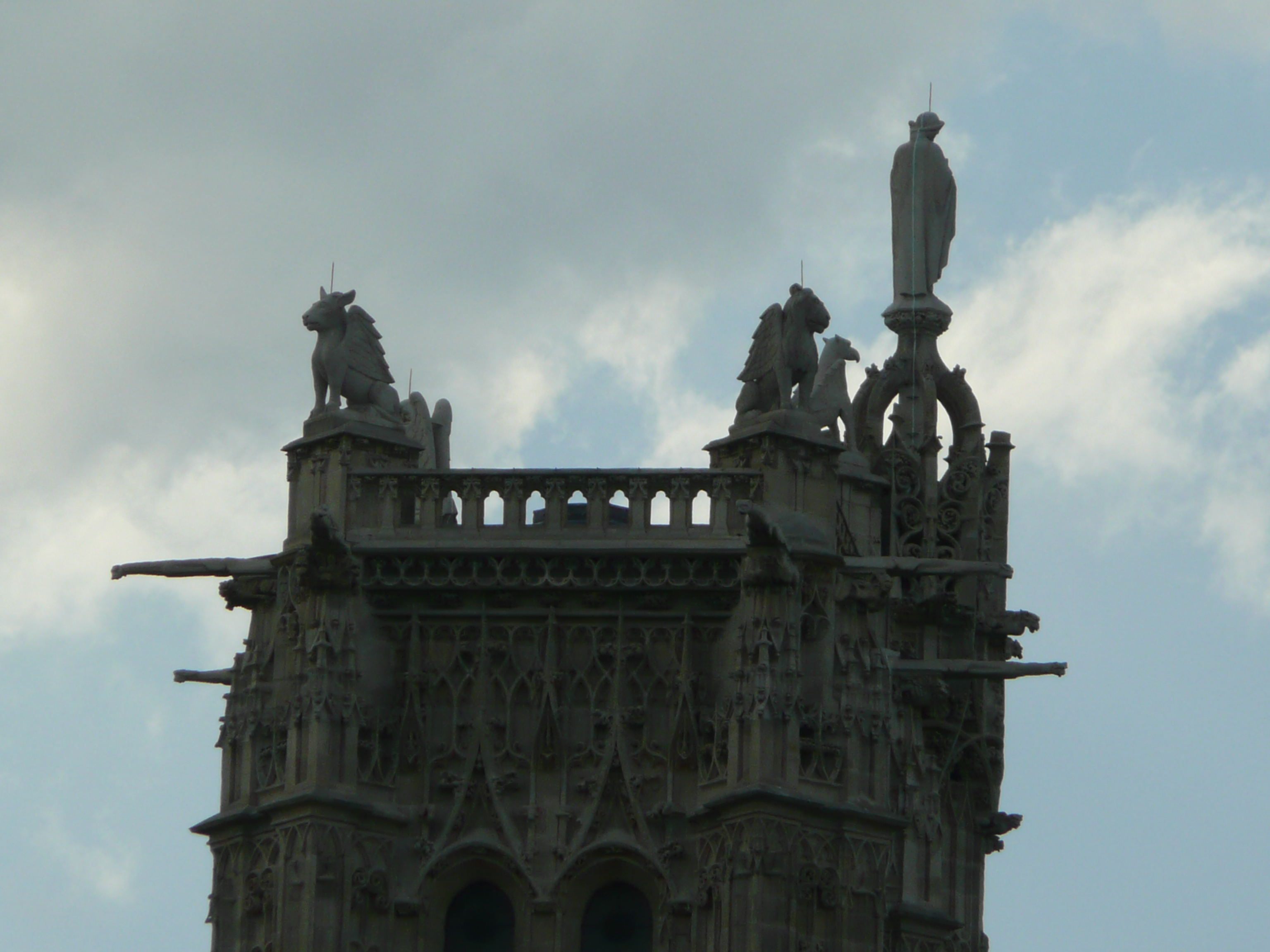
Evangelistas da torre Saint-Jacques.
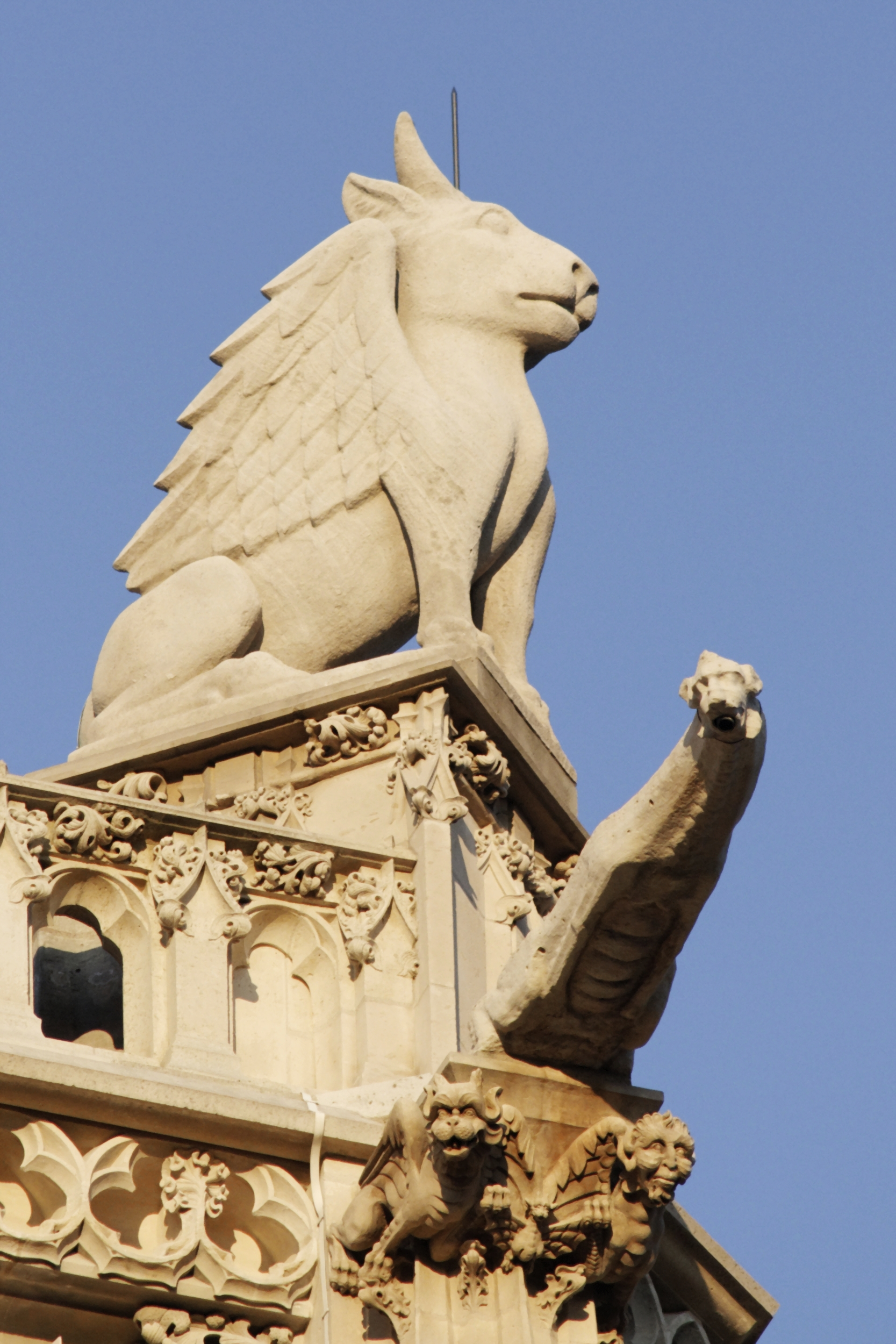
O boi alado de São Lucas, por Jean-Louis Chenillion (1810-1875), ao topo da torre Saint-Jacques, em Paris.
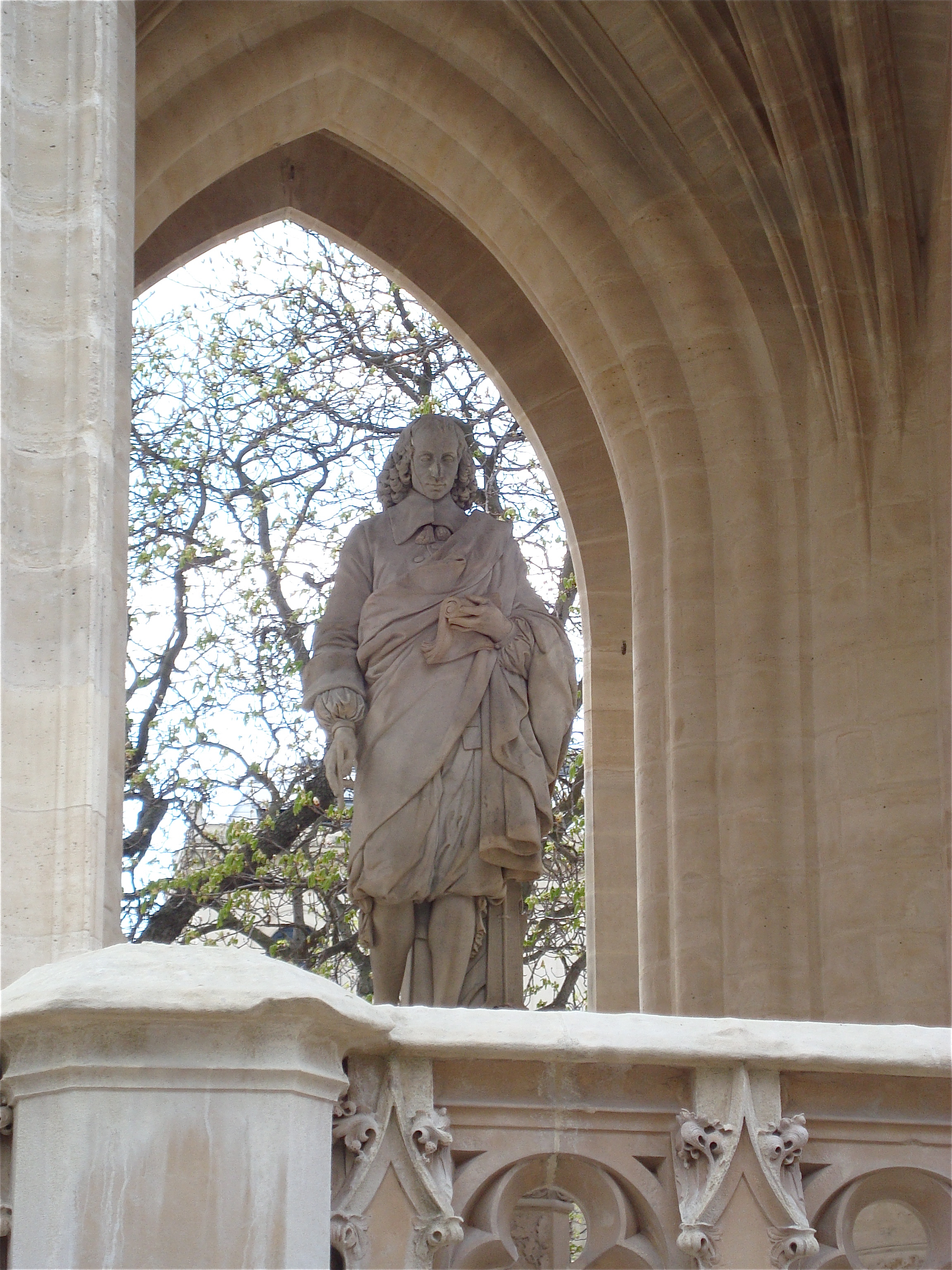
Estátua de Blaise Pascal por Jules Cavelier sob a torre.
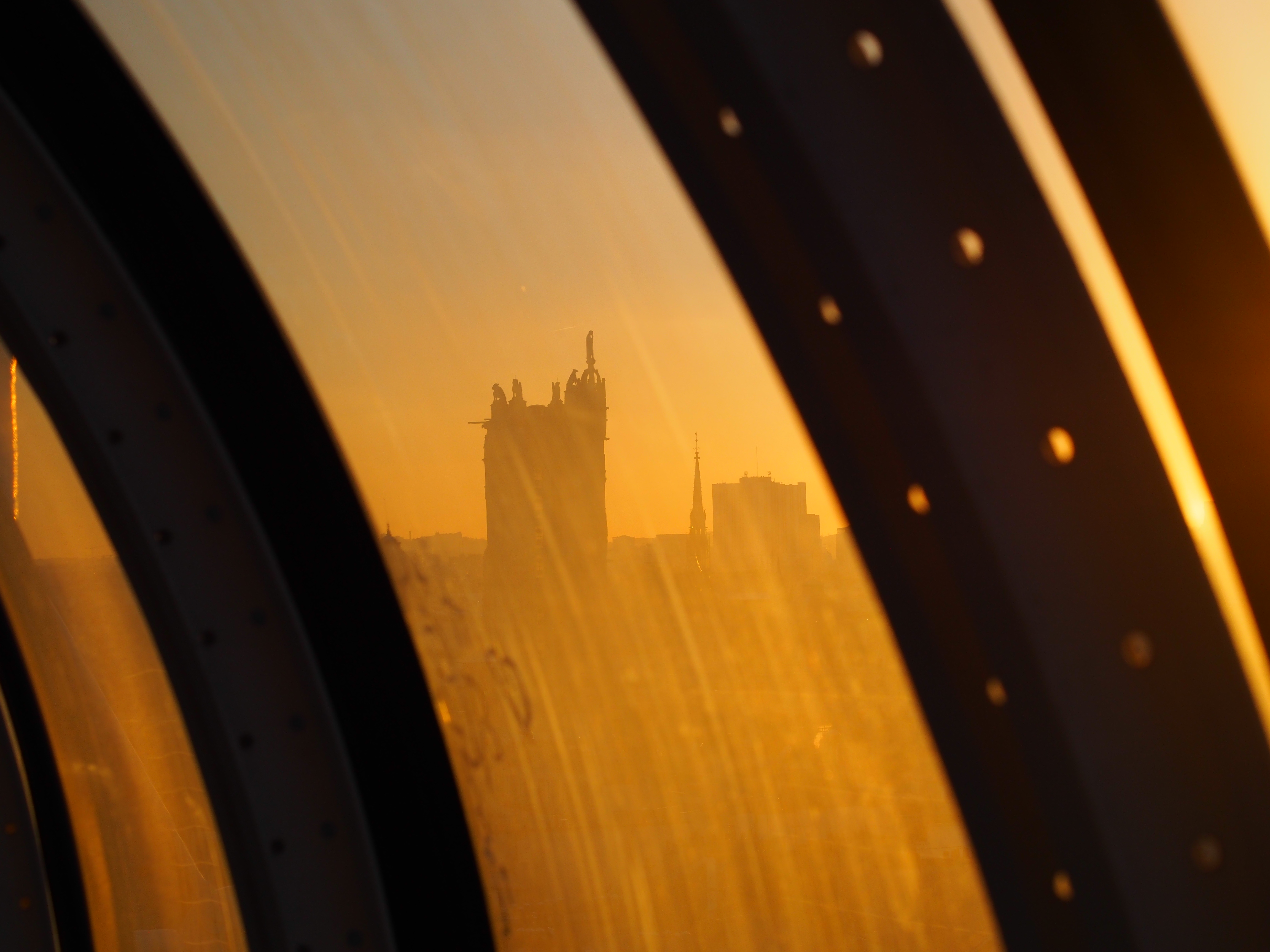
Evangelistas, nas silhuetas vistas desde Beaubourg.